# Джавад Ель-Ямік
Джавад Ель-Ямік (араб. جواد اليميق; нар. 29 лютого 1992, Хурибга) — марокканський футболіст, захисник іспанського клубу «Реал Вальядолід».
Виступав, зокрема, за клуби «Олімпік» (Хурібга) та «Дженоа», а також національну збірну Марокко.
Дворазовий володар Кубка Марокко.

## Клубна кар'єра
У дорослому футболі дебютував 2011 року виступами за команду «Олімпік» (Хурібга), в якій провів п'ять сезонів, взявши участь у 53 матчах чемпіонату.
Згодом з 2016 по 2019 рік грав у складі команд «Раджа» (Касабланка), «Дженоа» та «Перуджа».
Своєю грою за останню команду знову привернув увагу представників тренерського штабу клубу «Дженоа», до складу якого повернувся 2019 року. Цього разу відіграв за генуезький клуб наступний сезон своєї ігрової кар'єри.
Протягом 2020 року захищав кольори клубу «Реал Сарагоса».
До складу клубу «Реал Вальядолід» приєднався 2020 року. Станом на 15 листопада 2022 року відіграв за вальядолідський клуб 52 матчі в національному чемпіонаті.

## Виступи за збірну
2016 року дебютував в офіційних матчах у складі національної збірної Марокко.
У складі збірної був учасником чемпіонату світу 2022 року у Катарі.
| Дата       | Місто          | Господарі                        | Результат  | Гості        | Турнір                                       | Голи | Примітки |
| ---------- | -------------- | -------------------------------- | ---------- | ------------ | -------------------------------------------- | ---- | -------- |
| 16-1-2016  | Кігалі         | Габон                            | 0 – 0      | Марокко      | Campionato delle Nazioni Africane 2016       | -    |          |
| 20-1-2016  | Кігалі         | Марокко                          | 0 – 1      | Кот-д'Івуар  | Campionato delle Nazioni Africane 2016       | -    |          |
| 24-1-2016  | Кігалі         | Марокко                          | 4 – 1      | Руанда       | Campionato delle Nazioni Africane 2016       | -    |          |
| 24-3-2017  | Марракеш       | Марокко                          | 2 – 0      | Буркіна-Фасо | товариський матч                             | -    |          |
| 28-3-2017  | Марракеш       | Марокко                          | 1 – 0      | Туніс        | товариський матч                             | -    |          |
| 10-6-2017  | Яунде          | Камерун                          | 1 – 0      | Марокко      | Qual. Coppa d'Africa 2019                    | -    |          |
| 13-8-2017  | Александрія    | Єгипет                           | 1 – 1      | Марокко      | Qual. Campionato delle Nazioni Africane 2018 | -    | 63'      |
| 18-8-2017  | Рабат          | Марокко                          | 3 – 1      | Єгипет       | Qual. Campionato delle Nazioni Africane 2018 | 1    |          |
| 10-10-2017 | Біль (місто)   | Південна Корея                   | 1 – 3      | Марокко      | товариський матч                             | -    | 46'      |
| 21-1-2018  | Касабланка     | Марокко                          | 0 – 0      | Судан        | Campionato delle Nazioni Africane 2018       | -    |          |
| 27-1-2018  | Касабланка     | Марокко                          | 2 – 0      | Намібія      | Campionato delle Nazioni Africane 2018       | -    |          |
| 31-1-2018  | Касабланка     | Марокко                          | 3 – 1 д.ч. | Лівія        | Campionato delle Nazioni Africane 2018       | -    |          |
| 4-2-2018   | Касабланка     | Марокко                          | 4 – 0      | Нігерія      | Campionato delle Nazioni Africane 2018       | -    |          |
| 10-9-2019  | Марракеш       | Марокко                          | 1 – 0      | Нігер        | товариський матч                             | -    |          |
| 11-10-2019 | Уджда          | Марокко                          | 1 – 1      | Лівія        | товариський матч                             | 1    |          |
| 15-10-2019 | Танжер         | Марокко                          | 2 – 3      | Габон        | товариський матч                             | -    |          |
| 17-11-2020 | Дуала          | Центральноафриканська Республіка | 0 – 2      | Марокко      | Відбір до Кубка африканських націй 2021      | -    | 37'      |
| 8-6-2021   | Рабат          | Марокко                          | 1 – 0      | Гана         | товариський матч                             | 1    | 76'      |
| 16-11-2021 | Рабат          | Марокко                          | 3 – 0      | Гвінея       | Відбір до ЧС 2022                            | -    |          |
| 29-3-2022  | Касабланка     | Марокко                          | 4 – 1      | ДР Конго     | Відбір до ЧС 2022                            | -    | 9'       |
| 17-11-2022 | Шарджа (місто) | Марокко                          | 3 – 0      | Грузія       | товариський матч                             | -    | 63'      |
| Усього     |                | Матчів                           | 21         |              | Голів                                        | 3    |          |

## Титули і досягнення
- Володар Кубка Марокко (2):

«Олімпік» (Хурібга): 2015
«Раджа» (Касабланка): 2017